# Hiatus (geologi)
 For alternative betydninger, se Hiatus. (Se også artikler, som begynder med Hiatus)
Hiatus (flertal: Hiati) benyttes i geologien som betegnelse for et tidsinterval, hvorfra der ikke findes levn (bjergarter) i den pågældende stratigrafiske serie.
Hiati i lagserier opstår altid som følge af en inkonformitet og kan derfor have enten en meget lokal eller en regional udbredelse.